# Birria
Birria (fl. I secolo a.C.) è stato un celebre gladiatore romano del I secolo a.C..
Acquisita una certa notorietà grazie ai combattimenti nell'arena, fu assoldato dall'ottimate Tito Annio Milone: egli ne fece un membro delle bande armate con cui intendeva contrastare gli uomini guidati dal rivale popolare Publio Clodio Pulcro, leader della plebe romana.
Faceva parte della scorta che, il 18 gennaio 52 a.C., accompagnò Milone e sua moglie verso Lanuvio: il convoglio si incontrò a Bovillae con quello di Clodio e dei suoi sostenitori, e subito si scatenò una violenta lotta. I gladiatori al servizio di Milone, infatti, si scontrarono con gli schiavi armati che scortavano Clodio; durante gli scontri, Birria ferì gravemente ad una spalla lo stesso Clodio utilizzando una daga, costringendolo a ritirarsi in una locanda nelle vicinanze del luogo dello scontro, dove Clodio fu più tardi ucciso.